# Jack Frost (Mythos)

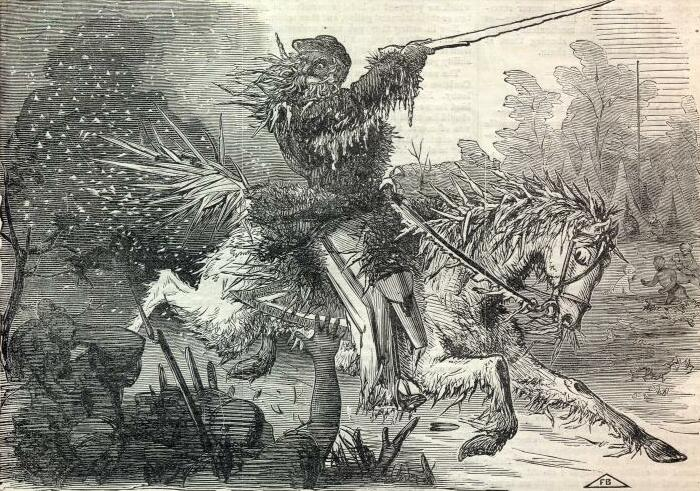
Darstellung von Jack Frost (19. Jh.) als General der Union im Amerikanischen Bürgerkrieg

Jack Frost ist eine volkstümliche Personifizierung des Winters, vermutlich angelsächsischen und nordischen Ursprungs. Er ist ein Synonym für die plötzliche Rückkehr kalten Wetters und wird für Schneestürme und -katastrophen verantwortlich gemacht. Der amerikanische Jack Frost hat im Grunde die gleichen Kräfte wie das russische Väterchen Frost. Ihre Charaktere unterscheiden sich jedoch gravierend: Jack Frost verhält sich wie ein Kind. Er spielt gerne Streiche, die allerdings sehr gefährlich werden und manchmal zum Erfrieren führen können. Dessen ist er sich allerdings nicht bewusst. Er ist unberechenbar, ungeduldig und verantwortungslos. Er wird deshalb meistens als Kind dargestellt, da diese Charakterzüge zu einem Kind passen.

## Auftreten in Literatur und Film (Auswahl)
- als „Hüter des Lichts“ in der Buchserie The Guardians of Childhood von William Joyce
- darauf basierend im Film Die Hüter des Lichts von DreamWorks Animation
- als Antagonist in Santa Clause 3
- als Alias des Protagonisten "Dane" in der Comicserie The Invisibles von Grant Morrison